# 同距凤仙花
同距凤仙花（学名：Impatiens holocentra）为凤仙花科凤仙花属的植物。分布于缅甸以及中国大陆的云南等地，生长于海拔2,700米至2,800米的地区，见于亚高山山谷溪流和阴湿处，目前尚未由人工引种栽培。